# Paul Scholes
Paul Scholes (n. 16 noiembrie 1974, Salford, Greater Manchester) este un  fost jucător de fotbal care a jucat întreaga carieră la clubul de Manchester United din Marea Britanie. Unul dintre cei mai decorați jucători ai generației sale, Scholes a fost lăudat de multe ori pentru modestia de care a dat dovadă, pentru atitudinea sa pe teren, pentru pasele sale dintr-o bucată și golurile înscrise, mai ales cele de la distanță.

## Date personale
Scholes s-a născut în Salford, Anglia, pe 16 noiembrie 1974.

## Cariera de jucător(la club)

### Cariera timpurie
Născut în Spitalul Hope (hope = speranță), Salford, Anglia, Scholes s-a antrenat la clubul Manchester United de la vârsta de 14 ani. În vara anului 1991, Scholes renunță la școală dedicându-se carierei de jucător, iar în primul său sezon la juniorii clubului, își conduce echipa spre câștigarea Cupei Angliei pentru Juniori. Debutul pentru prima echipă a clubului a fost la data de 24 septembrie 1994, când a înscris de două ori într-o înfrângere cu 2-3 în fața echipei Ipswich Town. A trecut la profesioniști pe 23 iulie 1993 însă nu și-a făcut loc în echipa de pe Old Trafford decât în sezonul 1994-1995, sezon în care a jucat în 17 meciuri înscriind 5 goluri. Jucătorul de 20 de ani devenise o promisiune care putea evolua la același nivel cu vedetele echipei din acel moment, Éric Cantona sau Andy Cole. În finala FA Cup (Cupa Angliei), din același sezon, pierdută de Manchester United în fața lui Everton FC, Scholes a fost în două rânduri aproape să înscrie.
Scholes a devenit titular în echipă abia în sezonul 1997-1998, când a intrat, după a noua etapă, în locul accidentatului Roy Keane.
În sezonul 1998-1999, Paul Scholes a fost un jucător esențial pentru echipa sa, într-un sezon în care Manchester United a câștigat titlul în Anglia, FA Cup (Cupa Angliei) și Liga Campionilor. A înscris unul dintre cele două goluri din finala cupei împotriva lui Newcastle FC însă nu a jucat în finala Ligii Campionilor, împotriva lui Bayern München, fiind suspendat datorită cumului de cartonașe galbene.
De atunci, Paul Scholes s-a transformat într-un jucător de nivel mondial. A devenit un jucător cheie la Manchester United.
În cei zece ani în care a jucat în prima echipă a clubului, Paul Scholes a câștigat șapte titluri de campion, trei cupe FA (cupa Angliei), super-cupa europei, Cupa Intercontinentală și multe alte premii personale.
Paul Scholes nu are un impresar, lucru neobișnuit pentru majoritatea fotbaliștilor moderni, negociindu-și contractele personal. Dă interviuri și acceptă contracte de publicitate foarte rar.

### Cariera recentă
Retragerea lui Scholes de la echipa națională a Angliei a ajutat clubul să reintre în formă, la începutul sezonului 2005. Din păcate pentru el, a ratat a doua parte a competiției din cauza problemelor cu vederea. Cauza acestor probleme a fost nesigură, la început punându-i lui Scholes cariera în balanță.. A trecut de aceste probleme fiind introdus în teren în ultimul meci al sezonului, împotriva lui Charlton Athletic, însă probleme sale cu vederea nu au fost total rezolvate.
Pe 22 octombrie 2006, în victoria cu 2-0 în fața lui Liverpool pe Old Trafford, 12 ani după ce marcase primul său gol pentru Diavoli, Paul Scholes a devenit unul dintre cei nouă jucători care au atins 500 de prezențe în campionat pentru Manchester United călcându-le pe urme unor jucători ca Bobby Charlton, Bill Foulkes, Denis Irwin și colegilor săi actuali, Ryan Giggs și Gary Neville. Scholes a deschis scorul în minutul 39, introducând balonul în poartă după o centrare venită de la Ryan Giggs. Rio Ferdinand a înscris cel de-al doile gol, în minutul 66. Scholes a fost numit omul meciului, după meci acordând chiar și un interviu.
Pe lângă lovitura dată lui Liverpool, a mai înscris de două ori înainte de Crăciun; un șut în vinclul porții de la 42 de metri în Liga Campionilor împotriva lui Fc Copenhaga pe 17 octombrie și un voleu incredibil de la 30 de metri, șutat sub bară împotriva celor de la Aston Villa, pe 23 decembrie. Ultimul a fost votat Golul Lunii în Premier League, BBC numindu-l "cel mai frumos Gol al Lunii din totdeauna".
Forma bună pe care a avut-o în sezonul 2006-2007 i-a făcut pe jucătorii echipelor rivale din campionat să declare că Scholes ar trebui să fie numit jucătorul anului. Thierry Henry și Cesc Fabregas de la Arsenal F.C., Luis García de la Liverpool FC au recunoscut că Paul Scholes este jucătorul lor favorit. Mulți jurnaliști sportivi au spus că Scholes a fost din punctul lor de vedere cel mai bun jucător al anului, peste golgheterii Cristiano Ronaldo sau Didier Drogba, însă a ieșit după cei doi, Ronaldo câștigând trofeul.Și-a anunțat retragerea din fotbal pe data de 31 mai 2011, devenind antrenor secund. În ianuarie 2012 însă, din cauza numeroaselor accidentări și suspendări la fotbaliștii lui United, Scholes a revenit în fotbal, contractul lui fiind extins.

## Cariera Internațională
Scholes a debutat la naționala Angliei într-un meci amical împotriva Africii de Sud în 1997, fiind inclus în lotul Angliei pentru Cupa Mondială Franța 98. Anglia a avut ca adversari în grupă pe Columbia, Tunisia și România. În primul meci, împotriva Tunisiei, Scholes a marcat golul de 2-0, un șut frumos cu piciorul drept în colțul porții apărate de El Ouaer.
Cariera sa internațională a continuat și după eliminarea Angliei de la Cupa Mondială de către Argentina. Scholes a reușit un hat-trick împotriva Poloniei. În plus, a înscris ambele goluri împotriva Scoției în preliminariile Euro 2000. Când a fost eliminat împotriva Suediei pe Wembley în 1999, a devenit primul jucător englez din istorie care a primit cartonașul roșu pe teren propriu.
La începutul noului secol, Scholes a devenit un jucător esențial pentru echipa națională. A jucat la Cupa Mondială din 2002, purtând numărul 8. Progresul lui Frank Lampard l-a forțat să joace mijlocaș stânga la Euro 2004, lucru care îi displăcea. Scholes și-a anunțat retragerea în august 2004, 
declarând că familia și Manchester United sunt mai importante.

## Statistici
| Club              | Sezon     | Ligă    | Ligă   | Cupă    | Cupă   | Cupa Ligii | Cupa Ligii | Europe  | Europe | Altele  | Altele | Total   | Total  |
| Club              | Sezon     | Meciuri | Goluri | Meciuri | Goluri | Meciuri    | Goluri     | Meciuri | Goluri | Meciuri | Goluri | Meciuri | Goluri |
| ----------------- | --------- | ------- | ------ | ------- | ------ | ---------- | ---------- | ------- | ------ | ------- | ------ | ------- | ------ |
| Manchester United | 1993–94   | 0       | 0      | 0       | 0      | 0          | 0          | 0       | 0      | 0       | 0      | 0       | 0      |
| Manchester United | 1994–95   | 17      | 5      | 3       | 0      | 3          | 2          | 2       | 0      | 0       | 0      | 25      | 7      |
| Manchester United | 1995–96   | 26      | 10     | 2       | 1      | 1          | 2          | 2       | 1      | –       | –      | 31      | 14     |
| Manchester United | 1996–97   | 24      | 3      | 2       | 2      | 2          | 1          | 4       | 0      | 1       | 0      | 33      | 6      |
| Manchester United | 1997–98   | 31      | 8      | 2       | 0      | 1          | 0          | 7       | 2      | 1       | 0      | 42      | 10     |
| Manchester United | 1998–99   | 31      | 6      | 6       | 1      | 1          | 0          | 12      | 4      | 1       | 0      | 51      | 11     |
| Manchester United | 1999–2000 | 31      | 9      | –       | –      | 0          | 0          | 11      | 3      | 3       | 0      | 45      | 12     |
| Manchester United | 2000–01   | 32      | 6      | 0       | 0      | 0          | 0          | 12      | 6      | 1       | 0      | 45      | 12     |
| Manchester United | 2001–02   | 35      | 8      | 2       | 0      | 0          | 0          | 13      | 1      | 1       | 0      | 51      | 9      |
| Manchester United | 2002–03   | 33      | 14     | 3       | 1      | 6          | 3          | 10      | 2      | –       | –      | 52      | 20     |
| Manchester United | 2003–04   | 28      | 9      | 6       | 4      | 0          | 0          | 5       | 1      | 1       | 0      | 40      | 14     |
| Manchester United | 2004–05   | 33      | 9      | 6       | 3      | 2          | 0          | 7       | 0      | 1       | 0      | 49      | 12     |
| Manchester United | 2005–06   | 20      | 2      | 0       | 0      | 0          | 0          | 7       | 1      | –       | –      | 27      | 3      |
| Manchester United | 2006–07   | 30      | 6      | 4       | 0      | 0          | 0          | 11      | 1      | –       | –      | 45      | 7      |
| Manchester United | 2007–08   | 24      | 1      | 3       | 0      | 0          | 0          | 7       | 1      | 0       | 0      | 34      | 2      |
| Manchester United | 2008–09   | 21      | 2      | 2       | 1      | 3          | 0          | 6       | 0      | 3       | 0      | 35      | 3      |
| Manchester United | 2009–10   | 28      | 3      | 0       | 0      | 2          | 1          | 7       | 3      | 1       | 0      | 38      | 7      |
| Manchester United | 2010–11   | 22      | 1      | 3       | 0      | 0          | 0          | 7       | 0      | 1       | 0      | 33      | 1      |
| Manchester United | 2011–12   | 17      | 4      | 2       | 0      | 0          | 0          | 2       | 0      | 0       | 0      | 21      | 4      |
| Manchester United | 2012–13   | 16      | 1      | 3       | 0      | 0          | 0          | 2       | 0      | –       | –      | 21      | 1      |
| Total             | Total     | 499     | 107    | 49      | 13     | 21         | 9          | 134     | 26     | 15      | 0      | 718     | 155    |

## Trofee

### Cu Manchester United (1994 - 2013)
- FA Premier League - Campion (7): 1995/96, 1996/97, 1998/99, 1999/00, 2000/01, 2002/03, 2006/2007
- FA Premier League - Vice-campion: 1994/95, 1997/98, 2005/06
- FA Cup - Câștigător (3): 1996, 1999, 2004
- FA Cup - Finalist (3): 1995, 2005, 2007
- Cupa Ligii - Câștigător (1): 2006
- Liga Campionilor - Câștigător: 1999, 2008
- Cupa Intercontinentală: - Câștigător: 1999
- Super Cupa Angliei - Câștigător(4): 1994, 1996, 1997, 2003